# Paraceliptera
Paraceliptera là một chi bướm đêm thuộc họ Erebidae.